# Ghiacciaio Trail
Il ghiacciaio Trail è un ghiacciaio lungo circa 9 km e largo 6, situato sulla costa di Mawson, in Antartide. In particolare il ghiacciaio, il cui punto più alto si trova circa 2750 m s.l.m., si trova sul versante meridionale del monte Menzies, a circa 3,7 km dalla vetta. Il ghiacciaio fluisce qui da un pianoro innevato situato appunto a 2750 m, scorrendo giù praticamente in verticale per 900 m per poi allargarsi e fondersi con la calotta glaciale a pochi chilometri dall'estremità meridionale della montagna.

## Storia
Il ghiacciaio Trail è stato mappato grazie a fotografie aeree dei monti del Principe Carlo scattate dalle spedizioni australiane di ricerca antartica (ANARE) nel periodo 1960-61, ed è stato poi così battezzato dal Comitato australiano per i toponimi e le medaglie antartici in onore di D. S. Trail, un geologo che comandò una delle ANARE condotte in questa zona nel 1961.